# Schistura reticulata
Schistura reticulata is een straalvinnige vissensoort uit de familie van de bermpjes (Nemacheilidae). De wetenschappelijke naam van de soort is voor het eerst geldig gepubliceerd in 2004 door Vishwanath & Nebeshwar Sharma.